# オチオサム
オチ・オサム（本名: 越智靖、1936年3月22日 - 2015年4月26日）は、日本の前衛芸術家。

## 人物
1950年代から1960年代にかけて活動した日本の前衛芸術グループ「九州派」の創設者の一人。
1954年私立龍谷学園高等部卒業　（美術部で絵画を学ぶ）
1955年19才、第40回二科展で2点初入選、第九室に展示される。「花火の好きな子供」「マンボの好きな子供」
岡本太郎に認められ二科展新人賞候補となる。「美術手帖」1955年11月号P40Ｐ42に掲載。
この時、岡本太郎によって越智靖から作家名がオチ・オサムとなる。同時にアートクラブに入る。
同じく1955年に二科展に入選した桜井孝身と翌年の二科展激励会で二人が出会い、その日の内に「九州派」結成の話をしている。
(西日本新聞「駆け抜けた前衛」九州派とその時代より）

## 経歴
- 1954年(18才）　第10回福岡県美術展　（福岡市岩田屋）　作品「赤い顔」
- 1955年(19才）　製版印刷（株）勤務
- 1955年(19才）　第40回二科展で2点初入選、第九室に展示される「花火の好きな子供」「マンボの好きな子供」

　　岡本太郎に認められ二科展新人賞候補となる。「美術手帖」1955年11月号P40P42に掲載。
- 1956年(20才）　9人展　サトウ画廊　（東京）

　　二科展九室会メンバーによるグループ展　作品「シグナル」　
- 1956年(20才）　二科展激励会　（福岡市喫茶ばんじろ）　※桜井孝身とオチ・オサムの歴史的な出会い

- 1956年(20才）　第7回西日本美術展　（福岡市福岡玉屋）　作品「汽車ポッポ」

- 1956年(20才）　ペルソナ展　（福岡市）　※この展覧会が翌年の九州派結成の布石となる

　　作品　「ベニヤ2点にアスファルトを使ペンキで制作したアンフォルメル作品」
　　100号2点　150号1点　80号1点出品　
- 1957年(21才）　九州派結成

- 1957年(21才）　第九回読売アンデパンダン展（東京都美術館）

　　オチ作品「サカダチした野郎」「色のハゲタもの」「ヤッテシマッタ」、桜井孝身作品「手（日本の風景）1-5」
　　※オチ無審査の読売アンデパンダン展に目をつけ桜井孝身と共に出品のちの九州派メンバーが初出品。58年に高松次郎60年にネオタダ
　　もの派と続き戦後の日本美術の中で大きな役割を果たす。アンデパンダン展作品の一部が東野芳明によって「反芸術」と名付られる。
- 1957年　世界・今日の美術展　（福岡市岩田屋ホール）前年東京にアンフォルメル旋風を起こした展覧会の巡回展

　　当時アートクラブに入っていたオチが桜井らと展示を手伝った。来福した岡本太郎に作品を批評してもらう。
- 1957年　第8回西日本美術展　作品「ミズと水トミズ」

- 1957年　グループQ18人展（福岡市岩田屋ホール）作品「スダレ」

- 1958年　九州派3人展（東京トキワ画廊）　九州派メンバーによる初めての東京での展覧会

　　作品「角ノハエタオクサマ」「コイノボリノパパ」「コイノボリノママ」「コイノボリノボク」「アシタノオクサマ」
　　「火事オヤジ」「地震雷火事ノ次ニ偉イ人」「ママニ敗レタパパ」
- 1958年　第10回読売アンデパンダン展（東京都美術館）

- 1958年　第1回九州アンデパンダン展（福岡市西日本新聞社講堂）

- 1958年　第一回九州派展（東京銀座画廊）作品「スカナシの顔」白い提灯にアスファルトで真っ黒いにした。

　　真っ黒い顔が針金に一列に吊るされた作品（九州派の起源オチ・オサムより抜粋）※針生一郎による展評「みずゑ」9月号
- 1958年　第14回福岡県美術展（福岡市岩田屋ホール）作品「1-11」

- 1959年　第11回読売アンデパンダン展（東京都美術館）作品「パチンコ」小さい襖にドローイング2点

- 1959年　第2回九州アンデパンダン展（福岡市西日本新聞社講堂）作品「月光仮面」3点

- 1959年　第二回九州派展（東京銀座画廊）作品「空クジナシ」4点　※針生一郎芸術新潮10月号（白襖3.4枚に小さくグジョグジョとデッサンした紙を小さく破いて、それを襖の上部に張り、もの凄く気どった感じで、粋で汚れてないので上品、それを付けたのは油性のラーカー（透明）だったのでジュシャンばりの相当知恵を生かした作品）九州派の起源より抜粋

- 1959年　「洞窟派結成」オチ、菊畑、山内3名　※針生一郎「みずゑ」1960年8月号

- 1960年　洞窟派展（東京銀座画廊）作品「出張大将」※洞窟派の最初にして最後の展覧会

- 1960年　オチ・オサム個展（東京サトウ画廊）作品「出張大将」※作品名は九州方言で「でべそ」の意

　　評論家選抜による「1960年新進作家展」の第一回展。オチを選んだのは中原祐介
- 1961年　現代美術の実験展（東京国立近代美術館）「作品1-5」マネキンヘアーと洗濯ばさみ
  - ※美術手帖1961年6月号掲載内容（マヌカンのふりみだした髪のあいだに、ふみつぶされたビニールの顔が見える。御伽草子のお化けたちもオチ・オサムの手にかかると優雅なパレードのようだ）
  - （オチ・オサム、菊畑茂久馬、中西夏之などはもっと端的に奇抜なアイデアを楽しんでいる。マヌカンの頭髪にイボのついたビニールを洗濯ばさみでとりつけたオチの作品は一見なまなましくグロテスクだが、そこには風神雷神のような伝統的なイメージもだぶっている）針生一郎評。美術手帖1961年6月号

- 1961年　九州派展（東京銀座画廊）作品「煙草の吸殻のオブジェ」記録写真によれば岡本太郎、中原祐介、吉村益信、赤瀬川源平、田中新太郎らが訪れた。

- 1962年　オチ・オサム、米倉徳二人展（福岡市天神ビル）

- 1962年　第14回読売アンデパンダン展（東京都美術館）　作品「出口なし」※芸術新潮1993年2月号の戦後美術のべステン1945～1993に中原祐介により選ばれる。（オチ・オサムの作品については、私は後の日本の「もの派」あるいはイタリアのアルテ・ボーボラの先駆といっていい作品だと思ってる）中原祐介評

## 関連文献
- 「美術手帖」1955年11月号　1961年6月号　1962年5月号

- 「美術ジャーナル」1963年7月号

- 九州派展　反芸術プロジェクト図録

- 西日本新聞　「駆け抜けた前衛」九州派とその時代

- 「芸術新潮」1993年2月号

- 九州派の起源オチ・オサムについて（桜井考身）

- オチ・オサム　オーラルヒストリー